# Jakub Książek
Jakub Książek (ur. 2 kwietnia 1998) – polski pływak specjalizujący się w stylu dowolnym.

## Kariera sportowa
W 2017 roku na mistrzostwach Europy na krótkim basenie w Kopehadze zdobył brązowy medal w sztafecie 4 × 50 m stylem dowolnym wraz z Pawłem Juraszkiem, Filipem Wypychem i Konradem Czerniakiem. Polacy czasem 1:24,44 poprawili także rekord kraju.